# Dardilly
Dardilly este o comună în departamentul Rhône din sud-estul Franței. În 2009 avea o populație de 8.384 de locuitori.

## Evoluția populației
| An        | 1975  | 1982  | 1990  | 1999  | 2006  | 2009  |
| --------- | ----- | ----- | ----- | ----- | ----- | ----- |
| Populație | 2.743 | 4.668 | 6.688 | 7.589 | 8.661 | 8.384 |